# Strażnica WOP Śląski Dom

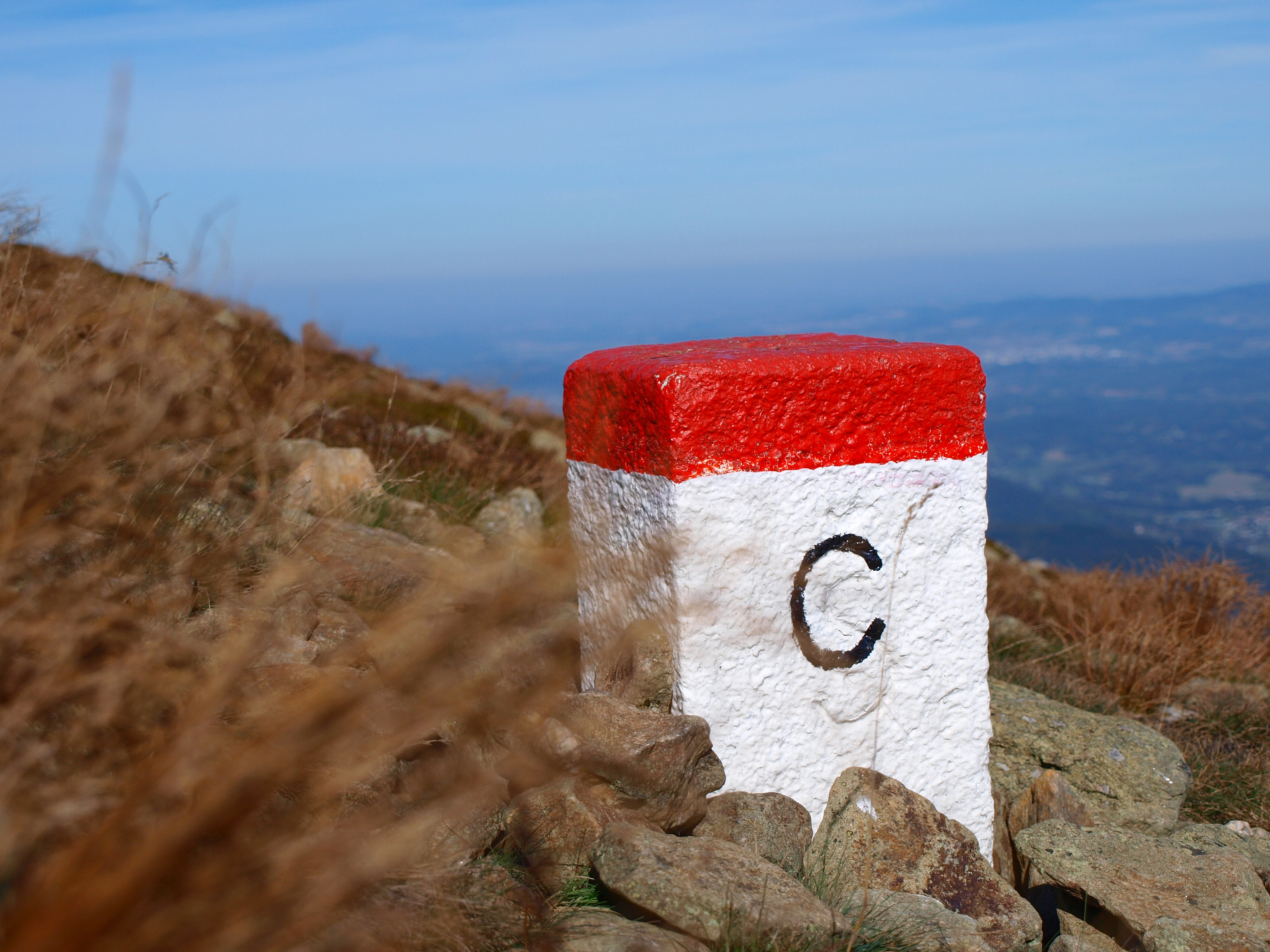
Granica polsko-czeska, znak gran. na Śnieżce (wrzesień 2009)

Strażnica Wojsk Ochrony Pogranicza Schronisko pod Śnieżką/Śląski Dom/Śnieżka – zlikwidowany pododdział Wojsk Ochrony Pogranicza pełniący służbę graniczną na granicy polsko-czechosłowackiej.

Strażnica Straży Granicznej Śląski Dom – zlikwidowana graniczna jednostka organizacyjna Straży Granicznej realizująca zadania bezpośrednio w ochronie granicy państwowej z Czechosłowacją/Republiką Czeską.

## Formowanie i zmiany organizacyjne
16 listopada 1950 spaliła się placówka WOP „Wierchy” będąca w strukturach 1. strażnicy WOP Wilcza Poręba (znajdowała się na rozwidleniu szlaków prowadzących na Śnieżkę) i w tym dniu PTT przekazało dla WOP całe II piętro – 12 pokoi w budynku schroniska „Dom Śląski”.
Wiosną 1951, w strukturze 81 batalionu Wojsk Ochrony Pogranicza, została sformowana nieetatowa Strażnica WOP nr 1a w schronisku "Śląski Dom" na Równi pod Śnieżką
Od 15 marca 1954 wprowadzono nową numerację strażnic, a strażnica WOP Schronisko pod Śnieżką III kategorii otrzymała nr 3 w skali kraju.
W 1956 rozpoczęto numerowanie strażnic na poziomie brygady. Strażnica III kategorii Schronisko pod Śnieżką miała nr 3 w 8 Brygadzie Wojsk Ochrony Pogranicza .
1 stycznia 1960 dokonano rozformowania Placówki WOP Śnieżka. Na podstawie tego samego zarządzenia zorganizowano strażnicę nr 27 Śnieżka IV kategorii o stanie 31 wojskowych .
W 1964 strażnica WOP nr 26 Schronisko pod Śnieżką uzyskała status strażnicy lądowej i zaliczona została do III kategorii.

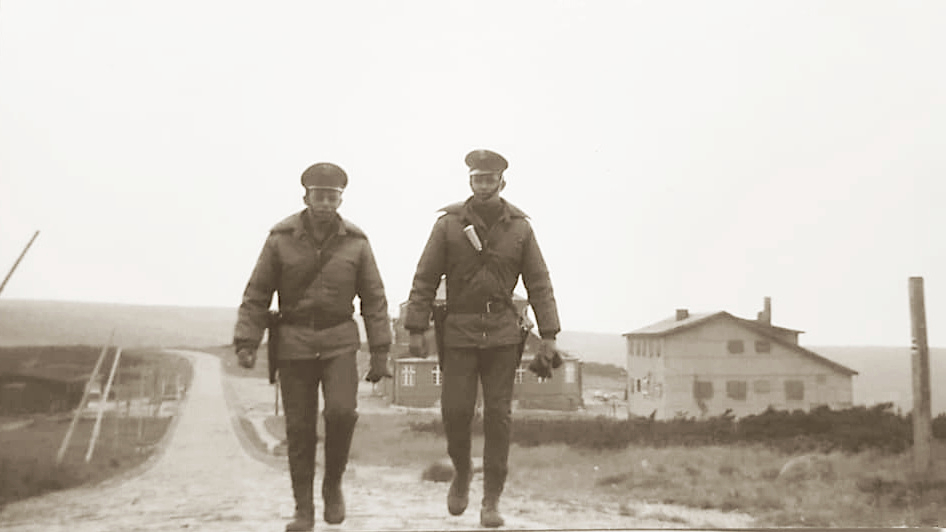
Element służby granicznej w drodze na Śnieżkę (1980)

W 1976 batalion zabezpieczał łączność telefoniczną. Linia zamontowana była na słupach pomiędzy batalionem a strażnicą. Przebiegała Drogą pod Reglami, skąd Drogą Sudecką docierała do Borowic. Stamtąd do Bierutowic, czyli Karpacza Górnego. Następnie linię poprowadzono do dolnej stacji wyciągu na Kopę. Przez Wilczą Porębę i Ścięgny docierała do Kowar, a przez schronisko Nad Łomniczką do strażnicy na Równi pod Śnieżką. Na ostatnim odcinku, z uwagi na odkryty teren i silne wiatry, linia biegła po słupach wysokości trzech metrów, podczas gdy gdzie indziej słupy miały siedem metrów. Jeśli żołnierz podczas służby chcąc się połączyć ze strażnicą, rozkręcał złączki na drutach, przyczepiał krokodylki do drutów, kręcił korbką, aparatu telefonicznego, który nosił przy sobie. W tym czasie w strażnicy spadały klapki, a dyżurny wsadzał sznur do gniazdka centrali telefonicznej CB-20. Gdy obaj wykonali te czynności, mogli zacząć rozmowę. Słupy telefoniczne zdemontowane zostały w latach 80. Wojsko wydzierżawiło łącza telefoniczne od Telekomunikacji Polskiej i nie było potrzeby utrzymywania własnej łączności. Batalion wyposażony był w radiotelefony ale były zbyt duże i ciężkie, by żołnierze patrolujący góry mogli je nosić ze sobą. Dyżurni–operacyjni mieli radiotelefony ale one też były bardzo dużych rozmiarów. Niezależnie od sieci łączności batalionu ze strażnicami, istniała sieć łącząca strażnicę z terenem, który jej podlegał. Na głównym grzbiecie Karkonoszy, od strony strażnicy Kamieńczyk, linia rozciągnięta była na trzymetrowych słupach aż do Łabskiego Szczytu. Między Śnieżnymi Kotłami a Twarożnikiem często się rwała, więc została schowana pod ziemię na głębokość dwudziestu centymetrów, zostawiając pojedyncze słupy ze skrzynkami telefonicznymi, by mógł zadzwonić i zameldować się, co było jego obowiązkiem w trakcie patrolowania granicy.
Na strażnicy były hodowane świnie, karmione resztkami jedzenia. Taka gospodarka trwała do 1989. Potem żołnierzy ubywało, więc zaprzestano prowadzenia tej działalności. Zgodnie z normą żołnierz dziennie otrzymywał 4400 kalorii w tym dodatek górski.
Strażnica WOP Śnieżka początkowo zwana była Śląski Dom czy W schronisku na Równi pod Śnieżką.
Strażnica WOP Śnieżka do 15 maja 1991 była w strukturach Łużyckiej Brygady Wojsk Ochrony Pogranicza.
Straż Graniczna:
15 maja 1991 po rozwiązaniu Wojsk Ochrony Pogranicza, 16 maja 1991, strażnica została włączona w struktury Łużyckiego Oddziału Straży Granicznej.
W 2005 Strażnica SG Śląski Dom, zarządzeniem Komendanta Głównego Straży Granicznej została rozwiązana i 12 września 2005 Starosta Jeleniogórski wygasił trwały zarząd Łużyckiego Oddziału Straży Granicznej w Lubaniu.

## Ochrona granicy

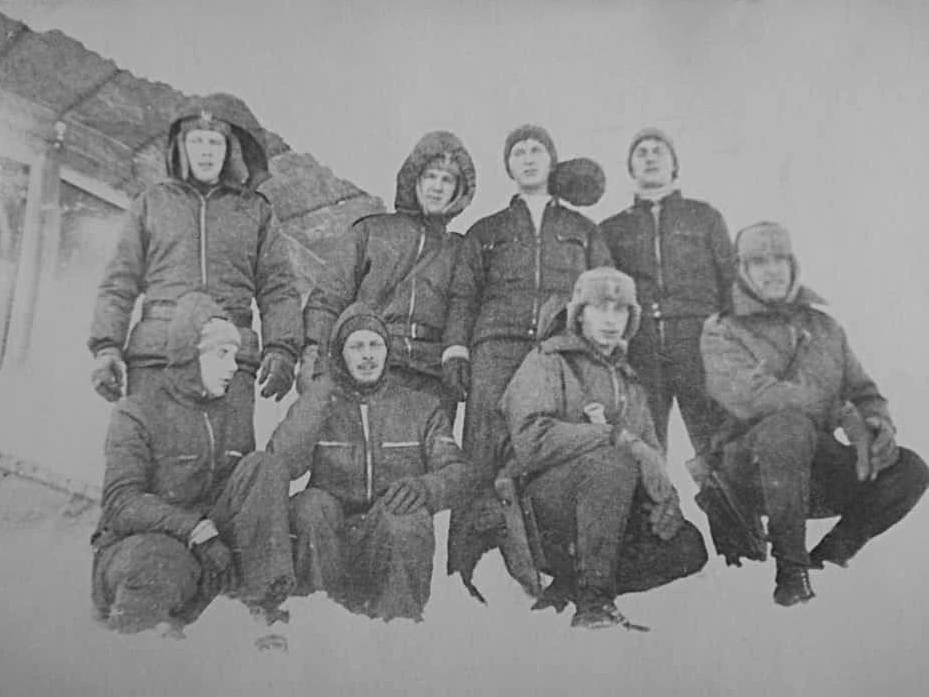
Żołnierze WOP w tym służby niemundurowej N na Śnieżce (1977)

Strażnica WOP nr 1a w schronisku „Dom Śląski” ochraniała odcinek granicy państwowej od Czarnych Granicznych Bud do Głazów Tetmajera .
W 1958, w strażnicy zorganizowano drużynę służby niemundurowej N – w ubraniach cywilnych (żołnierze zasadniczej służby), celem zabezpieczenia ruchu turystycznego wzdłuż granicy państwowej tj. Drogi Przyjaźni.
W ochronie granicy dowódcy strażnicy ściśle współpracowali ze swoimi odpowiednikami tj. naczelnikami placówek OSH (Ochrana Statnich Hranic) CSRS.
Straż Graniczna:
Komendanci strażnicy współdziałali w zabezpieczeniu granicy państwowej z placówkami po stronie czeskiej cizinecké policie RCPP.
2 lipca 1997, na odcinku strażnicy zostały uruchomione przejścia graniczne na szlaku turystycznym w którym odprawę graniczną i celną osób, towarów, i środków transportu, wykonywała załoga strażnicy:
- Śląski Dom-Luční bouda
- Równia pod Śnieżką-Luční bouda.

## Wydarzenia

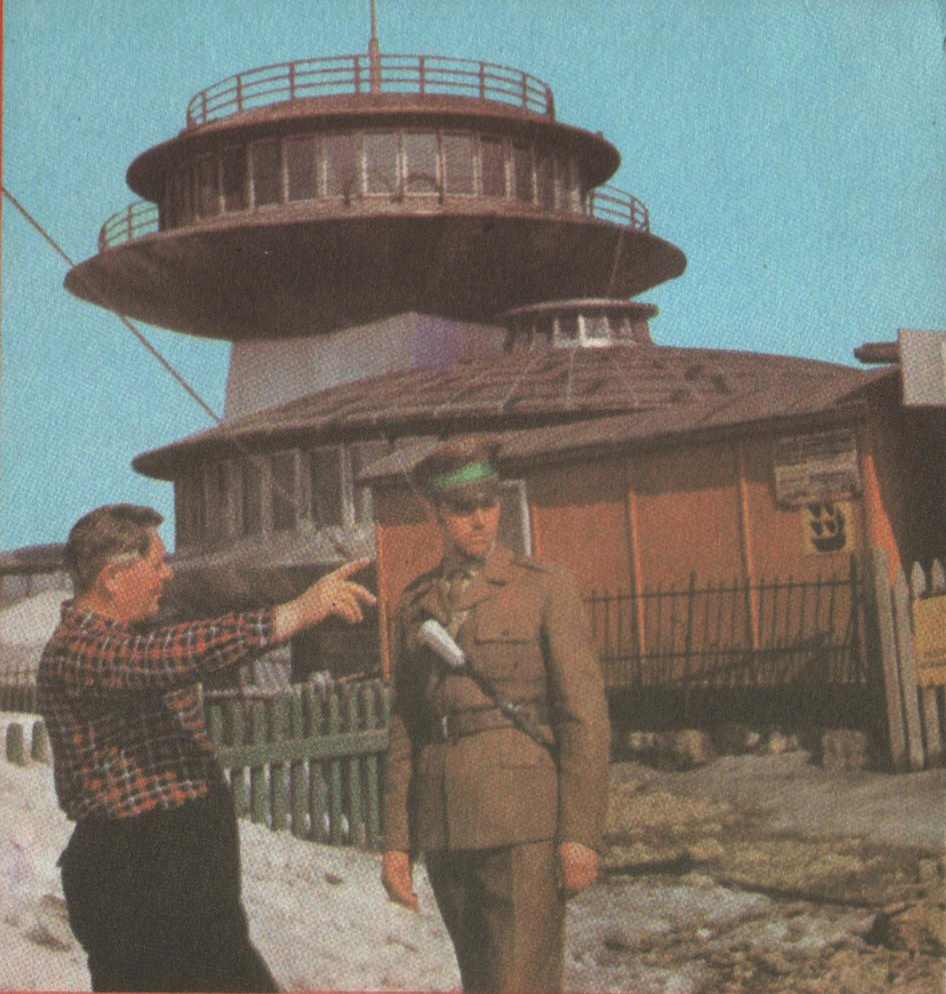
Żołnierz WOP w rozmowie z pracownikiem schroniska na Śnieżce (1986)

- 1968 – 20 marca trasą w górę Białego Jaru wyruszyła 24-osobowa grupa turystów, głównie ze Związku Radzieckiego i Niemieckiej Republiki Demokratycznej. Warunki były paskudne. Wiał zbyt silny wiatr (Wyciąg na Kopę tego dnia nie działał.). Z Rosjanami i Niemcami na szlak zabrało się też kilku Polaków. W wyniku zejścia  lawiny w Białym Jarze zginęło 19 osób. Lawina miała ponad 110 metrów długości i 30 szerokości. Gruba na 20 metrów. Dzięki kpt. Romanowi Piątkowskiemu, dowódcy strażnicy WOP pod Śnieżką, na miejsce w błyskawicznym tempie dotarli pogranicznicy czechosłowaccy. Razem z nimi ratownicy górscy i mieszkańcy Karpacza. W pierwszych godzinach akcji uratowano pięć osób. Miały ciężkie obrażenia. Całością akcji kierował specjalny sztab ulokowany w hotelu „Mieszko”. W pierwszą rocznicę tragedii w Białym Jarze postawiono obelisk ku czci tych, których zabrała lawina. Monument składał się z kilku bloków skalnych ułożonych jeden na drugim. Na dole była tablica: „Tragiczną śmierć w zwałach śnieżnej lawiny poniosło w tym miejscu 20 marca 1968 roku 19 nieodżałowanych entuzjastów gór i przyrody. Cześć ich pamięci”. Pięć lat później obelisk zabrała... lawina. Kilkutonowe bloki zaniosła tysiąc metrów dalej. Odnalezioną tablicę goprowcy przechowują w muzeum[13].
- Koniec lat 70. – strażnice górskie WOP wyposażone zostały w skutery produkcji radzieckiej typu Buran umożliające patrolowanie granicy górskiej także w zimie niezależnie od grubości pokrywy śnieżnej[14].
- 13 grudnia 1981–22 lipca 1983 – (stan wojenny w Polsce), normę służby granicznej dla żołnierzy podwyższono z 8 do 12 godzin na dobę. Ścisłą kontrolą objęto całą strefę nadgraniczną. W stan gotowości były postawione pododdziały odwodowe[15].

Straż Graniczna:
- 1992 – otrzymano na wyposażenie samochody Land Rover Defender I 110, skutery śnieżne, z czasem czterokołowce. To była nowa, wyższa jakość po GAZ-69 i UAZ 469 oraz skuterach śnieżnych Buran, które spalały dużą ilość paliwa i były awaryjne. Nowe skutery Scandic były szybkie, zwrotne i wygodniejsze[16].

## Strażnice sąsiednie
- 2 strażnica WOP Karpacz I kat. ⇔ 4 strażnica WOP Przesieka I kat. – 1956[17]
- 28 strażnica WOP Graniczne Budy III kat. ⇔ 26 strażnica WOP Przesieka II kat. – 1.01.1960[5]
- 27 strażnica WOP Graniczne Budy lądowa III kat. ⇔ 25 strażnica WOP Przesieka lądowa III kat. – 1.01.1964[6]
- Strażnica WOP Graniczne Budy ⇔ Strażnica WOP Przesieka – 16.12.1989

Straż Graniczna:
- Strażnica SG Graniczne Budy ⇔ Strażnica SG na Przesiece – 16.05.1991[10]
- Strażnica SG w Kowarach[18] ⇔ Strażnica SG na Przesiece – 1.01.2001.

## Dowódcy/komendanci strażnicy
- ppor. Litwiński (od wiosna 1951)
- ppor./mjr Roman Piątkowski[13] (1954–1976)
- kpt. Janusz Russ (od 1976)
- Jan Kochanowski (od 1978)
- kpt. Kazimierz Mierzwa (1980–był w 1990).